# Katharina von Racconigi
Katharina von Racconigi (* 1486 in Racconigi; † 4. September 1547 in Caramagna) war eine Jungfrau und Terziarin des Predigerordens. Sie wird in der katholischen Kirche als Selige verehrt.

## Leben
Katharina von Racconigi wurde 1486 in eine Handwerkerfamilie in Racconigi in der Provinz Cuneo geboren. In ihrem 28. Lebensjahr trat sie als Terziarin in den dritten Orden der Dominikaner ein und führte ein sehr asketisches Leben. Es wird berichtet, dass Katharina die Wundmale Christi trug. Sie wurde deshalb verehrt, aber zugleich auch beneidet, verfolgt und starb vereinsamt.

## Nachleben und Seligsprechung
Nach ihrem Tod verbreitete sich ihr Ruf. Der zeitgenössische Philosoph Gianfrancesco Pico della Mirandola hatte Katharina von Racconigi gekannt und verfasste eine Biographie Katharinas. 1808 bestätigt der Heilige Stuhl die Verehrung  Katharinas von Racconigi als Selige. Ihr liturgischer Gedenktag ist der 4. September.